# 화엄사1로
화엄사1로(Hwaeomsa 1-ro)는 전라남도 구례군 마산면 광평삼거리에서 구례군 마산면을 잇는 전라남도의 도로이다. 전 구간 국도 제18호선에 속한다.

## 주요 경유지
전라남도
- 구례군 (마산면)

## 노선
전 구간 국도 제18호선에 속하므로 이 노선들의 별도 표기는 생략한다.
| 이름            | 접속 노선  | 소재지 | 소재지 | 비고 |
| --------------- | ---------- | ------ | ------ | ---- |
| 광평삼거리      | 섬진강대로 | 구례군 | 마산면 |      |
| 효장수 교차로   | 당몰샘로   | 구례군 | 마산면 |      |
| 광평교          |            | 구례군 | 마산면 |      |
| 가랑 교차로     | 가랑길     | 구례군 | 마산면 |      |
| 마산청내 교차로 | 마산4길    | 구례군 | 마산면 |      |
| 마산천교        |            | 구례군 | 마산면 |      |
| 정수장삼거리    | 화엄사로   | 구례군 | 마산면 |      |